# Итальянские шашки
Итальянские шашки (итал. Dama italiana) — один из вариантов игры в шашки, популярный в Италии и некоторых странах Северной Африки. Цель игры — лишить противника возможности хода путём взятия или запирания всех его шашек.

## Правила

### Доска и начальная расстановка
Доска 8×8 клеток располагается между партнерами таким образом, чтобы нижнее левое поле было белое. В начальной позиции у каждого игрока по 12 шашек, расположенных в первых трёх рядах на чёрных клетках.

### Правила ходов  и взятия
Ходы
- Первый ход делают белые шашки.
- «Простые» шашки могут ходить по диагонали на одно поле вперёд.
- Дамка может ходить на одно поле по диагонали вперёд или назад.
- При достижении последнего (восьмого от себя) горизонтального ряда простая шашка превращается в дамку. Если простая достигла последнего ряда во время взятия, то она превращается в дамку и останавливается, даже при возможности продолжить взятие.

Взятие
- «Простая» шашка не может брать дамку.
- «Простые» шашки бьют только вперёд[1]. Взятие шашки соперника является обязательным.
- Дамка при взятии ставится на поле сразу после побитой шашкой, а не на любое свободное поле данной диагонали.
- Бить нужно максимально возможное количество шашек соперника, а при равных вариантах боя нужно бить максимальное количество дамок.
- При одинаковом количестве шашек, необходимых для взятия, если есть возможность бить и шашкой, и дамкой, обязательно нужно бить дамкой.
- Если в партии не меняется соотношение и качество (шашка не превратилась в дамку) сил, то после 40 ходов (40 белых и 40 чёрных полуходов) признаётся ничья.

## Соревнования
По итальянским шашкам с 1925 года проводится чемпионат Италии, а также в рамках Кубка мира проводится этап, организуемый Международной федерацией шашек.
В 2024 году состоялся первый чемпионат мира по итальянским шашкам.